# 佐々木義武
佐々木 義武（ささき よしたけ、1909年4月3日 - 1986年12月13日）は、日本の政治家、官僚。位階は正三位、勲等は勲一等。衆議院議員（9期）、科学技術庁長官・通商産業大臣を歴任した。

## 来歴・人物
秋田県河辺郡河辺町（後の秋田市）生まれ。秋田中学（後の秋田県立秋田高等学校）時代は野球部員として甲子園出場の経験がある。1933年東京帝国大学経済学部を卒業後、南満州鉄道に入社し、調査部に配属される。その後興亜院に転じ、ここで大蔵省出身の大平正芳、農林省出身の伊東正義らと知り合い、第二次世界大戦後も「九賢会」と称する会合を持って交流を深めた。以後企画院、大東亜省、内閣調査局にて調査官を歴任した。
戦後の1947年、経済安定本部に転じ、初代経済復興計画室長として、傾斜生産方式による政策の遂行に辣腕を振るった。その後経済審議庁計画部長、科学技術庁原子力局長を務め、1960年の第29回衆議院議員総選挙に自由民主党公認で旧秋田1区から立候補し当選する。以後当選9回。宏池会に所属。厚生政務次官等を経て、1974年三木内閣にて科学技術庁長官、1979年第2次大平内閣にて通産大臣として入閣する。1986年政界から引退する。その地盤は、二田孝治に引き継がれた。
自民党随一の資源・エネルギー問題の専門家で、電力・ガス・石油業界の信頼が厚かった。
1985年11月の秋の叙勲で勲六等から勲一等に叙され、旭日大綬章を受章する。1986年12月13日、肝硬変のため、死去した。77歳没。同月16日、特旨を以て位五級を追陞され、死没日付で従五位から正三位に叙された。
元上小阿仁村村長小林宏晨は娘婿である。